# Friedrich Leopold Schubauer

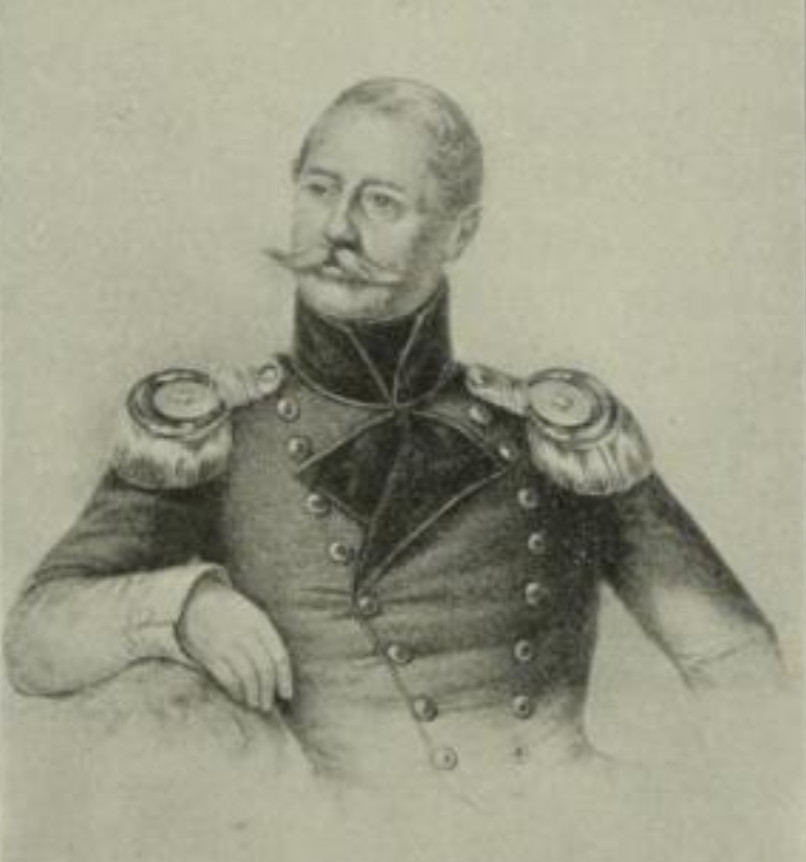
Friedrich Leopold Schubauer

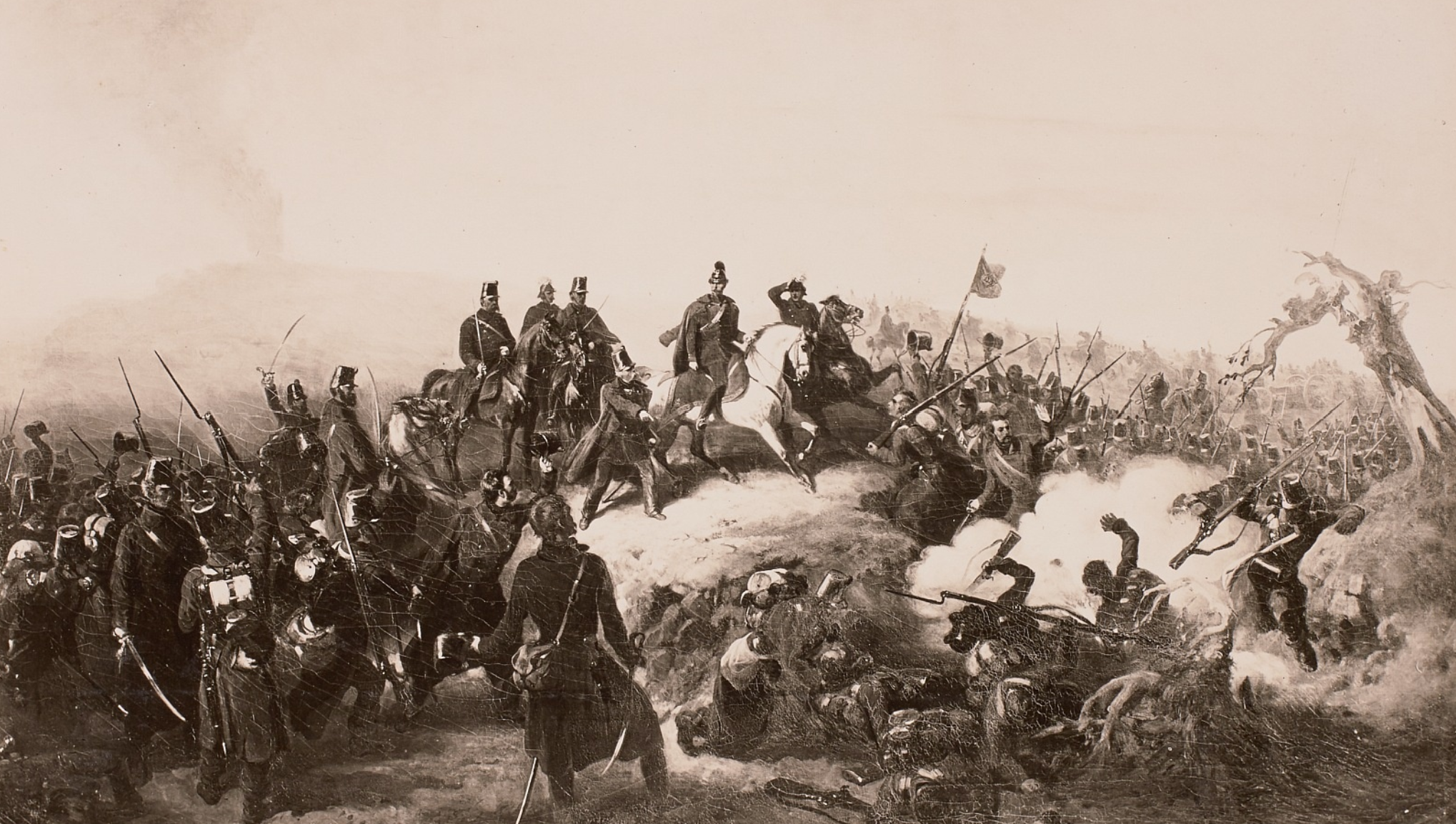
Erstürmung der Düppeler Schanzen durch das Schützen-Bataillon unter Oberstleutnant Schubauer (zu Fuß neben dem weißen Pferd)

Friedrich Leopold Schubauer (* 1795 in Dresden; † 28. April 1852 in Kahnsdorf) war ein sächsischer Offizier und späterer Schlachtenmaler.

## Leben
Friedrich Leopold Schubauer trat inmitten der Koalitionskriege 1809 in die sächsische Armee ein, wurde 1819 Unteroffizier und wurde am 12. März 1812 zum Souslieutenant beim Infanterie-Regiment Steindel ernannt. Nach Kriegsende durchlief er eine gewöhnliche militärische Laufbahn in der sächsischen Armee beim 2. Schützen-Bataillon, wonach er am 8. April 1822 zum Premierlieutenant und am 13. Dezember 1834 zum Hauptmann und Kompaniechef avancierte. Nachdem er am 16. Dezember 1843 zum Major befördert wurde, diente er beim 2. Linien-Infanterie-Regiment vac. Prinz Maximilian, u. a. als Stabsoffizier. Am 17. Dezember 1848 avancierte er zum Oberstleutnant. Er war ab 1846 Bataillonskommandeur des 2. Schützen-Bataillon und führte dieses durch den Sturm auf die Düppeler Schanzen am 13. April 1849, wobei sein Pferd verwundet wurde. Am 22. April desselben Jahres wurde er für seine bewiesene Tapferkeit bei der Schlacht mit drei weiteren Offizieren mit dem Ritterkreuz des Militär-St.-Heinrichs-Ordens ausgezeichnet. Während der revolutionären Geschehen kam es auch in Schubauers Bataillon zu Widersetzlichkeit, wobei Schubauer durch harte Strafen dagegen durchtrat. Er schied am 13. Mai 1850 unter Genehmigung seines Abschiedsgesuches aus dem aktiven Heeresdienst aus.
Neben seiner militärischen Karriere probierte er sich an der Schlachtenmalerei, wobei einige seiner Bilder in den Privatbesitz des König von Sachsen gelangten. Er war Schüler von Gustav Adolph Hennig in Leipzig. Er wurde neben dem bayerischen Generalmajor Carl Wilhelm von Heideck als Künstler auf demselben Range wie ein Albrecht Adam genannt. Das Hauptwerk Schubauers ist eine Wiedergabe der Schlacht bei Podobna 1812. Das Bild wurde 1837 durch den König erworben.